# Avantika Vandanapu
Avantika Vandanapu (Union City (Californië), 25 januari 2005) is een Amerikaans actrice. Ze speelde in diverse films en series, waaronder Senior Year, Mean Girls en Big Girls Don't Cry.

## Levensloop
Vandanapu maakte in 2016 haar acteerdebuut als filmactrice in de Telugu-talige film Brahmotsavam. Hierna speelde Vandanapu mee in meerdere Telugu-talige films, waaronder Premam, Rarandoi Veduka Chudham en Agnyaathavaasi.
In de jaren die volgde was Vandanapu voornamelijk in Engelstalige films te zien, waaronder Moxie, Senior Year en Tarot. Daarnaast speelt ze ook in Engelstalige series zoals Mickey Mouse Mixed-Up Adventures en Big Girls Don't Cry.

## Filmografie

### Film
- 2016: Brahmotsavam, als nichtje van Babu
- 2016: Manamantha, als Swathi
- 2016: Premam, als jonge Sindhu
- 2017: Rarandoi Veduka Chudkam, als jonge Bhramarambha
- 2017: Balakrishnudu, als jonge Aadhya
- 2017: Oxygen, als Avantika
- 2018: Agnyaathavaasi, als dochter van Sampath
- 2021: Spin, als Rhea Kumar
- 2021: Boomika, als Boomika
- 2021: Moxie, als meisje
- 2022: Senior Year, als Janet Singh
- 2024: Mean Girls, als Karen Shetty
- 2024: Tarot, als Paige
- 2024: Pop Monsters

### Televisie
- 2019: Mickey Mouse Mixed-Up Adventures, als Sareena Tappor en aanvullende stemmen
- 2020: Diary of a Future President, als Monyca
- 2020: Mira, Royal Detective, als Kamala
- 2022: The Sex Lives of College Girls, als Priya
- 2023: Hell's Kitchen, als zichzelf
- 2024: Big Girls Don't Cry, als Ludo
- 2025: American Dad!